# Sugi
Il Sugi (槇? lett. "Cedro") è stato un cacciatorpediniere della Marina imperiale giapponese, nona unità della classe Matsu. Fu varato nel luglio 1944 dal cantiere navale della ditta Fujinagata a Osaka.
Appartenente alla 52ª Divisione, fece una fugace apparizione alla battaglia del Golfo di Leyte, dopodiché fu impegnato in svariate missioni di scorta e vigilanza al traffico navale nel Mar Cinese Meridionale e tra le Filippine, ove partecipò a uno degli ultimi invii di rinforzi all'all'isola di Leyte; dopo aver preso parte all'improvviso bombardamento delle teste di ponte statunitensi sull'isola di Mindoro, all'inizio del 1945 fu inviato a Formosa e qui danneggiato durante un bombardamento aereo. Riguadagnò i porti giapponesi a febbraio e, riparato, rimase nelle acque interne nipponiche sino alla conclusione della seconda guerra mondiale. Fu ceduto alla Repubblica nazionalista cinese nel 1947, la quale lo cannibalizzò fino al 1954, quando fu avviato alla demolizione.

## Caratteristiche
Il Sugi presentava una lunghezza fuori tutto di 100 metri, una larghezza massima di 9,35 metri e un pescaggio di 3,30 metri; il dislocamento a pieno carico ammontava a 1 676 tonnellate. L'apparato motore era formato da due caldaie Kampon, due turbine a ingranaggi a vapore Kampon, due alberi motore con elica: erano erogati 19 000 shp, sufficienti per una velocità massima di 27,75 nodi (52,73 km/h); l'autonomia massima era di 4 680 miglia nautiche a 16 nodi (8 667 chilometri a 30,4 km/h). L'armamento era articolato su tre cannoni Type 89 da 127 mm L/40 in due affusti pressoché scoperti; quattro tubi lanciasiluri da 610 mm raggruppati in un impianto Type 92 e senza ricarica; venticinque cannoni automatici Type 96 da 25 mm L/60 e due lanciatori Type 94 per bombe di profondità (36 a bordo). Infine erano stati forniti un sonar Type 93, un radar Type 22 e uno Type 13. All'entrata in servizio l'equipaggio era formato da 210 uomini.

## Servizio operativo

### Costruzione
Il cacciatorpediniere Sugi fu ordinato nell'anno fiscale edito dal governo giapponese nel 1944. La sua chiglia fu impostata nel cantiere navale della ditta Fujinagata, a Osaka, il 25 febbraio 1944 e il varo avvenne il 3 luglio seguente; fu completato il 25 agosto e il comando fu affidato al tenente di vascello Toshitaka Kikuchi. Fu immediatamente assegnato all'11ª Squadriglia cacciatorpediniere, dipendente dalla Flotta Combinata e demandata all'addestramento delle nuove unità in tempo di guerra.

### Con la Marina imperiale
Conclusi la messa a punto e la preparazione, il Sugi fu assegnato provvisoriamente alla 43ª Divisione che comprendeva le navi sorelle Kiri, Kuwa e Maki; lo raggiunsero a Ōita il 18 ottobre in preparazione alla partenza con la 3ª Flotta, che avvenne due giorni dopo: i quattro cacciatorpediniere aprirono la strada nel Canale di Bungo alle portaerei della squadra, diretta verso le Filippine per partecipare alla battaglia del Golfo di Leyte; nel corso del viaggio essi dovettero essere riforniti, dato che non avevano ampia autonomia. Il Kiri e il Sugi ebbero solo una partecipazione marginale allo scontro, limitandosi a recuperare i piloti del gruppo imbarcato della Zuikaku che erano caduti in mare con i propri apparecchi; rimasero così abbastanza isolati dal resto della squadra e le si riunirono solo nel corso del ripiegamento all'isola di Okinawa e quindi in Giappone.
Il 9 novembre la 43ª Divisione al completo, il cacciatorpediniere Shimotsuki e l'incrociatore leggero Isuzu scortarono le navi da battaglia Hyuga e Ise da Sasebo alla base di Mako; questa formazione salpò alla volta di Manila, carica di equipaggiamenti, materiali e scorte, ma la sera del 13 novembre l'alto comando la dirottò nella zona fittamente ricoperta di isole a ovest di Palawan, dopo aver appreso dei ripetuti attacchi sul porto dei gruppi imbarcati statunitensi. Qui rimasero le corazzate e alcuni cacciatorpediniere in attesa di navi da trasporto veloci, mentre l'Isuzu con il Kuwa, il Momo e il Sugi mettevano nuovamente la prua sulla città filippina, dove le unità si liberarono dei propri carichi il 17. Nel frattempo il Sugi era stato ufficialmente inserito nell'organico dell'appena attivata 52ª Divisione con i gemelli Hinoki, Kashi, Kuwa e Momi: il reparto fu trasferito, cinque giorni dopo, alle dipendenze della 31ª Squadriglia di scorta, parte della 5ª Flotta impegnata sul fronte delle Filippine. Il Sugi operò slegato dalla divisione d'appartenenza tra il 19 novembre e il 2 dicembre in una serie di pattugliamenti che lo portarono fino a Brunei e Miri, per poi tornare nel porto filippino attraverso le isole Spratly. Tre giorni dopo partì con la scorta del convoglio numero 8 dell'operazione TA, l'invio di sostanziosi rinforzi alla 35ª Armata che, su Leyte, stava contrastando l'avanzata statunitense. Avvenuto lo sbarco di truppe e materiali a Ormoc, il convoglio prese la via del ritorno e il 7 subì un attacco aereo; il Sugi fu mitragliato svariate volte e, pur senza lamentare alcun serio danno, ebbe trentadue morti tra l'equipaggio. Sfuggito sempre con pochi danni a una massiccia incursione statunitense sulla rada di Manila (14 dicembre), poté salpare il giorno successivo con rotta per la baia di Cam Ranh, dove si stavano raccogliendo parte delle navi sfuggite alla battaglia del Golfo di Leyte. Il 24 fu aggregato con il Kashi alla 2ª Squadriglia del contrammiraglio Masatomi Kimura che, il 27, arrivò al largo di Mindoro e cannoneggiò le teste di ponte americane sull'isola prima di rientrare a Cam Ranh il 29. Il Sugi e il Kashi ripresero il mare il 1º gennaio 1945 e arrivarono il 7 a Takao nella colonia di Formosa, nelle cui acque operarono fino al 21 gennaio, quando rimasero coinvolti in un attacco aeronavale sulla città: entrambi furono colpiti e, perciò, subito spediti a Hong Kong, dove ricevettero sommari interventi. Il 28 si spostarono a Shanghai per prendere posto nella scorta a un convoglio che, il 2 febbraio, levò le ancore e fece rotta per Kitakyūshū; raggiunta la meta il 7 senza ostacoli, il Sugi e il Kashi proseguirono fino a Sasebo dove si ormeggiarono per riparazioni complete. Durante i lavori fu potenziata la dotazione antisommergibile con sessanta bombe di profondità.
Intanto, il 5 febbraio, la 31ª Squadriglia di scorta e le divisioni dipendenti erano passate agli ordini diretti della Flotta Combinata, stante lo scioglimento della 5ª Flotta; il 15 marzo il Sugi e i gregari furono riassegnati alla depauperata 2ª Flotta ma, a causa delle gravi perdite cagionate dall'operazione Ten-Go, essa fu disattivata il 20 aprile e la squadriglia tornò così agli ordini della Flotta Combinata. Sin dal 13 marzo stanziato a Kure, per il resto delle ostilità il Sugi vide le proprie operazioni confinate al Mare interno di Seto, oltretutto ostacolate dalla scarsità di carburante. Alla fine di agosto, dopo la capitolazione dell'Impero giapponese, fu ceduto dall'equipaggio alle autorità d'occupazione statunitensi che provvidero a rimuovere ogni arma e attrezzatura militare; il 5 ottobre successivo fu depennato dai registri della Marina imperiale.

### Con la Marina cinese
Il Sugi fu subito riadattato per partecipare alla colossale opera di rimpatrio di militari e civili giapponesi, sparpagliati in Asia orientale: fu destinato a tale compito già a poche settimane dalla conclusione della guerra, che ebbe però una formale sanzione soltanto il 1º dicembre, con la formazione del 2º ministero per la Smobilitazione che (pur con la supervisione americana) ebbe sotto di sé la responsabilità della buona riuscita dell'operazione.
Nel frattempo le potenze vincitrici decisero il destino del cacciatorpediniere e dell'altro naviglio giapponese catturato; la spartizione avvenne nel corso di quattro incontri al quartier generale dello SCAP: durante la seconda riunione, del 17 luglio 1947, il Sugi fu assegnato alla Repubblica nazionalista cinese in conto di riparazione di guerra. La cessione divenne effettiva il 31 dello stesso mese e la nave fu indirizzata con un equipaggio misto a Shanghai, da dove i giapponesi furono riportati in patria. La Cina si trovava però in una grave situazione interna tra le distruzioni patite in dodici anni di guerra contro Tokyo, milioni di morti e il riaccendersi violento della guerra civile; perciò fu decisamente difficile rimettere in piena efficienza le ex unità giapponesi. Il Sugi, ribattezzato Hui Yang, non rientrò in servizio e nel 1949 fu trainato a Formosa poco prima che Shanghai cadesse nelle mani dell'Esercito Popolare di Liberazione. Usato da allora solo come fonte di parti di ricambio per il cacciatorpediniere Hatsuume, fu radiato d'ufficio l'11 novembre 1954 e subito avviato alla demolizione.